# Konrad Walk
Konrad Walk (* 1. Juli 1965 in Vils) ist ein österreichischer Politiker und ehemaliger Skirennläufer.

## Sportliche Karriere
Walk erlernte das Skifahren in seinem Heimatort Vils im dortigen Skigebiet. Sein erstes internationales Großereignis bestritt er 1982 bei den ersten Juniorenweltmeisterschaften in Auron, wo ihm mit Platz 5 in der Kombination und Platz 7 im Riesenslalom zwei Ergebnisse im Spitzenfeld gelangen. Seine ersten größeren Erfolge als Skirennläufer feierte er jedoch außerhalb Europas, im Rahmen des Nor-Am Cups. Dort belegte er in der Saison 1984/85 den dritten Platz in der Riesenslalomwertung, zwei Jahre später konnte er diese Wertung sogar für sich entscheiden.
Am 3. Februar 1986 gab Walk beim Super-G von Crans-Montana sein Weltcupdebüt, wo er mit Platz 15 auf Anhieb seinen ersten Weltcuppunkt gewinnen konnte.
1987/88 feierte er mit dem Sieg in der Gesamt- sowie Riesenslalomwertung im Europacup den größten Erfolg seiner Karriere.
In der Saison 1990/91 konnte sich Walk mit zwei Top 10 Platzierungen in Alta Badia bzw. Kranjska Gora für die Weltmeisterschaften in Saalbach-Hinterglemm qualifizieren. Dort erreichte er mit Platz 9 im Riesenslalom sein bestes Ergebnis bei einem internationalen Großereignis.
In der Saison 1991/92 bestritt Walk noch drei Rennen, danach trat er als Rennläufer nicht mehr in Erscheinung.

## Politische Karriere
2015 wurde Walk vom Gemeinderat als Nachfolger von Sebastian Eder zum Bürgermeister der Gemeinde Hochfilzen gewählt. Zuvor war er bereits 6 Jahre Vizebürgermeister der Gemeinde, sowie Tourismusobmann. Dieses Amt konnte er 2016 und 2022 bei den Gemeinderatswahlen erfolgreich verteidigen.

## Erfolge

### Weltmeisterschaften
- Saalbach-Hinterglemm 1991: 9. Riesenslalom

### Weltcup
- 8 Platzierungen unter den besten 15

### Juniorenweltmeisterschaften
- Auron 1982: 5. Kombination, 7. Riesenslalom, 17. Slalom, 23. Abfahrt
- Sestriere 1983: 6. Abfahrt, 8. Riesenslalom.

### Europacup
- Saison 1986/87: 5. Super-G-Wertung
- Saison 1987/88: 1. Gesamtwertung, 1. Riesenslalomwertung
- Saison 1988/89: 5. Super-G-Wertung

### Nor-Am Cup
- Saison 1984/85: 3. Riesenslalomwertung
- Saison 1986/87: 1. Riesenslalomwertung

### Weitere Erfolge
- Österreichischer Vizemeister im Riesenslalom (1990)
- Bronze bei den österreichischen Meisterschaften im Riesenslalom (1984)